# Lélekerő
A Lélekerő az Ossian együttes 2015-ben megjelent huszadik stúdióalbuma. 2 év után jelentkezett új lemezzel az együttes, amely hosszú idő után az első, amit négyesben vettek fel, mivel Wéber Attila 2014-ben távozott az együttesből. A lemez már a megjelenés napján aranylemez lett, majd 3 héttel később átlépte a platinalemezes példányszámot is. És több héten át vezette a Mahasz eladási slágerlistáját.

## Dalok
1. Hajt a szív – 4:09
2. A barát – 4:12
3. Ahányszor látlak – 3:31
4. Egyszerűen – 4:02
5. Lélekerő – 4:44
6. Visszajövök – 4:31
7. Hiába szép – 3:39
8. Születésnap – 4:21
9. A búcsú – 4:03
10. Üzenet – 3:56
11. Mind itt vagyunk – 3:46

## Zenekar
- Paksi Endre – ének, vokál
- Rubcsics Richárd – gitár, kórus
- Erdélyi Krisztián – basszusgitár
- Kálozi Gergely – dobok

## Közreműködők
- Nachladal Tamás – vokál, kórus
- Nagy "Liszt" Zsolt – billentyűs hangszerek